# Mecanica mediilor continue
În fizică, mecanica mediilor continue este o ramură a mecanicii clasice care se ocupă cu analiza comportamentului cinematic și mecanic al materialelor care se comportă ca un mediu continuu, atât solide, cât și fluide (lichide și gaze).
Un mediu continuu este acel material care poate fi divizat în mod continuu în elemente infinitezimale, care păstrează proprietățile materialului. Conceptul de „continuu” ignoră faptul că materia este formată din atomi și nu are structură continuă, ci granulară, și că mod obișnuit există unele tipuri de microstructuri eterogene. Dar la o simplă privire un obiect solid pare continuu. Se presupune că substanța este distribuită uniform și umple tot spațiul pe care îl ocupă.
Ipoteza mediilor continue constă în a considera că proprietățile caracteristice care interesează (densitatea, elasticitatea etc.) sunt continue. O astfel de ipoteză permite utilizarea unui aparat matematic bazat pe funcții continue și/sau derivabile. Se pot folosi ecuații diferențiale pentru rezolvarea problemelor. Există ecuații specifice pentru materiale determinate, care sunt numite ecuații constitutive, și ecuații care 
urmează principii fizice fundamentale privind  conservarea unor mărimi: masa (ecuația de continuitate), cantitatea de mișcare sau impulsul (ecuații de mișcare și echilibru), energia (primul principiu al termodinamicii).
Mecanica mediilor continue operează cu mărimi fizice ale solidelor și fluidelor care sunt independente de sistemul particular de coordonate în care sunt observate. Aceste mărimi sunt reprezentate prin tensori, care sunt obiecte matematice independente de sistemul de coordonate.